# 雍文远
雍文远（1916年—2021年1月13日），男，汉族，四川渠县人，中国政治经济学家，曾任上海社会科学院研究员、博士生导师。